# آوين سفلى
 آوین سُفلی  (بالفارسية: روستاى آوین سُفلی )، قرية صغيرة تـتبع بلدة روئيدر (بالفارسية: بخش رويدر ) من توابع مدينة خمير وتقع في محافظة هرمزغان في جنوب إيران. تقع هذه القرية في شمال قرية بنو على مسافة 6 كيلومترات. 

## حدود قرية آوین سُفلی
حدود قرية بَنُو: من الشمال جبل، ومن الجنوب بسته‌ای، ومن الغرب تنك كج، ومن الشرق تنتهي بـقرية ساردی.

## السكان
يبلغ عدد سكان هذه القرية حسب تعداد السكان لعام 2006 للميلاد، (188) نسمة تشكل (60) عائلة، من أهل السنة والجماعة وعلى المذهب الشافعي. يتكلمون الفارسية باللهجة المحلية، بها مسجد، ومدرسة مشتركة بعض البرك لحفظ مياه ألأمطار إذا سالت الأودية، كذلك بها أراضي شاسعة لزراعة القمح والشعير، ومزارع النخيل. لديهم حوالى 600 نخلة. يمتهن السكان بمهنة الزراعة وتربية المواشى.

## وصلات خارجية
- التقسيمات الادارية لمحافظة هرمزغان